# 阿米 (瓦兹省)
阿米（法語：Amy，法語發音：[ami]）是法國瓦兹省的市镇，位於該國北部阿夫爾河畔，面積12.58平方公里，海拔高度76至97米，2009年人口373，人口密度每平方公里30人。

## 地理
阿米（49°39'18"N, 2°49'30"E）面积12.58 平方千米，位于法国上法蘭西大區瓦兹省，该省份为法国北部内陆省份，北起索姆省，西接厄尔省和滨海塞纳省，南至塞纳-马恩省和瓦兹河谷省，东临埃纳省。
与阿米接壤的市镇（或旧市镇、城区）包括：阿夫里库尔、康多尔、克拉波梅尼勒、弗雷尼耶尔、拉西尼、伯夫赖涅、韦尔皮利耶尔。
阿米的时区为UTC+01:00、UTC+02:00（夏令时）。

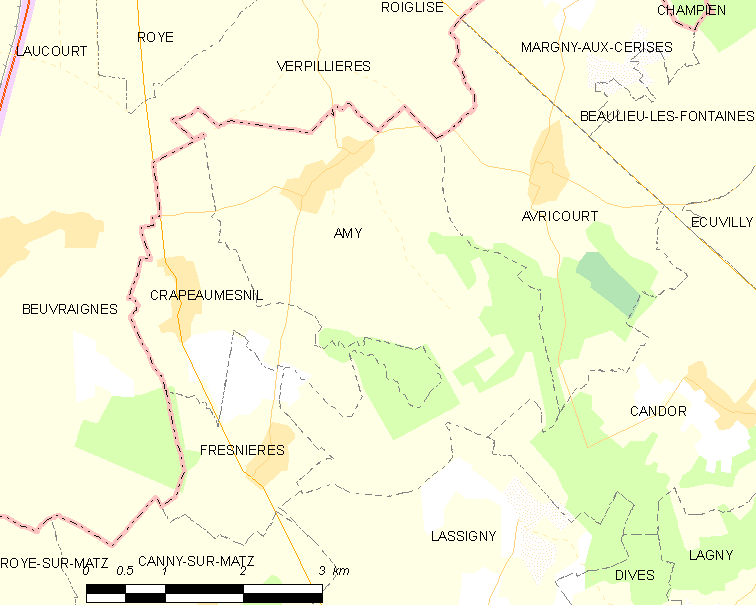
阿米的OSM定位图

## 行政
阿米的邮政编码为60310，INSEE市镇编码为60011。

## 政治
阿米所属的省级选区为图罗特县。

## 人口

1962-2008年间阿米人口变化图示

阿米于2022年1月1日时的人口数量为421人。